# Teiușu (okręg Aluta)
Teiușu – wieś w Rumunii, w okręgu Aluta, w gminie Brebeni. W 2011 roku liczyła 296 mieszkańców.